# Tadarida aloysiisabaudiae
Tadarida aloysiisabaudiae — вид кажанів родини молосових.

## Середовище проживання
Цей вид був нерівномірно записаний в Західній і Центральній Африці: Камерун, Центрально-Африканська Республіка, Демократична Республіка Конго, Кот-д'Івуар, Габон, Гана, Судан, Уганда. Записаний у рівнинних тропічних вологих і сухих лісах, сухих і вологих саванах.

## Стиль життя
Цей високого польоту вид рідко потрапляє в полон. Він знаходиться у відносно невеликих групах.